# Andrew Ruhemann
Andrew R. Ruhemann (* im Sommer 1962 in London-Islington) ist ein britischer Filmproduzent und Regisseur.

## Leben
Der im dritten Quartal 1962 geborene Ruhemann arbeitete zunächst als Produzent bei Richard Williams Productions (Falsches Spiel mit Roger Rabbit). Er gründete 1987 die Filmproduktionsgesellschaft Passion Pictures, die sich zunächst auf die Produktion von Animationsfilmen spezialisierte, später jedoch auch im Film-, Werbefilm- und Musikvideobereich tätig wurde. Zusammen mit John Battsek leitet Ruhemann zudem die Dokumentarfilmsparte bei Passion Pictures. Der gemeinsam produzierte Dokumentarfilm Ein Tag im September wurde 2000 mit dem Oscar als Bester Dokumentarfilm ausgezeichnet.
Mit The Lost Thing gab Ruhemann an der Seite von Shaun Tan sein Debüt als Filmregisseur. Für den animierten Kurzfilm erhielten Ruhemann und Tan 2011 den Oscar in der Kategorie Bester animierter Kurzfilm.

## Filmografie (Auswahl)
Wenn nicht anders angegeben, als Produzent:
- 1999: Ein Tag im September (One Day in September) (als Co-Produzent)
- 2002: The Dog Who Was a Cat Inside (TV)
- 2002: Gorillaz: Clint Eastwood (Musikvideo)
- 2004: Peace One Day
- 2004: Lila dit ça
- 2004: City Paradise
- 2005: Black Sun
- 2006: Once in a Lifetime: The Extraordinary Story of the New York Cosmos
- 2006: Crossing the Line
- 2007: My Kid Could Paint That (als Co-Produzent)
- 2008: The Flapping Track
- 2008: The John Akii Bua Story: An African Tragedy
- 2009: Sergio
- 2009: The Age of Stupid (Co-Produzent)
- 2010: Stones in Exile (Co-Produzent)
- 2010: The Lost Thing (auch Co-Regisseur)
- 2011: Project Nim
- 2012: Searching for Sugar Man (Co-Produzent)
- 2015: Chuck Norris und der Kommunismus (Chuck Norris vs. Communism) (Co-Produzent)
- 2017: Rocket & Groot (TV-Miniserie)
- 2020: Phönix aus der Asche (Rising Phoenix)

## Auszeichnungen
Ruhemann wurde 2003 für The Dog Who Was a Cat Inside gemeinsam mit Stan Rees und Siri Melchior für einen BAFTA Award in der Kategorie „Bester animierter Kurzfilm“ nominiert, konnte sich jedoch nicht gegen Gaëlle Denis’ Fish Never Sleep durchsetzen.
Gemeinsam mit Shaun Tan wurde Ruhemann 2011 für The Lost Thing mit einem Oscar in der Kategorie „Bester animierter Kurzfilm“ ausgezeichnet. Außerdem erhielt er im selben Jahr beim Trickfilmfestival Stuttgart den SWR-Publikumspreis.